# 艾哈迈德·蒂迪亚内·苏瓦雷
艾哈迈德·蒂迪亚内·苏瓦雷（1951年—），几内亚政治家，曾任几内亚总理（2008年）。
| 前任： 兰萨纳·库亚特 | 几内亚总理 2008年5月－2008年12月 | 繼任： 卡比內·戈馬拉 |